# Улица Корюна
Улица Корюна (арм. Կորյունի փողոց) — улица в Ереване (Республика Армения). Находится в центральной части города (район Кентрон). Как продолжение улицы Чаренца от улицы Налбандяна идёт к проспекту Месропа Маштоца.
От улицы берёт начало Ереванская канатная дорога (после аварии в 2004 году закрыта и частично демонтирована).
На улице расположен ряд важных культурных, научных, образовательных учреждений: Ереванский государственный медицинский университет имени Мхитара Гераци (д. 2), Национальный политехнический университет Армении (д. 21/1, 12-й корпус), Ереванский государственный камерный театр (д. 21).

## История

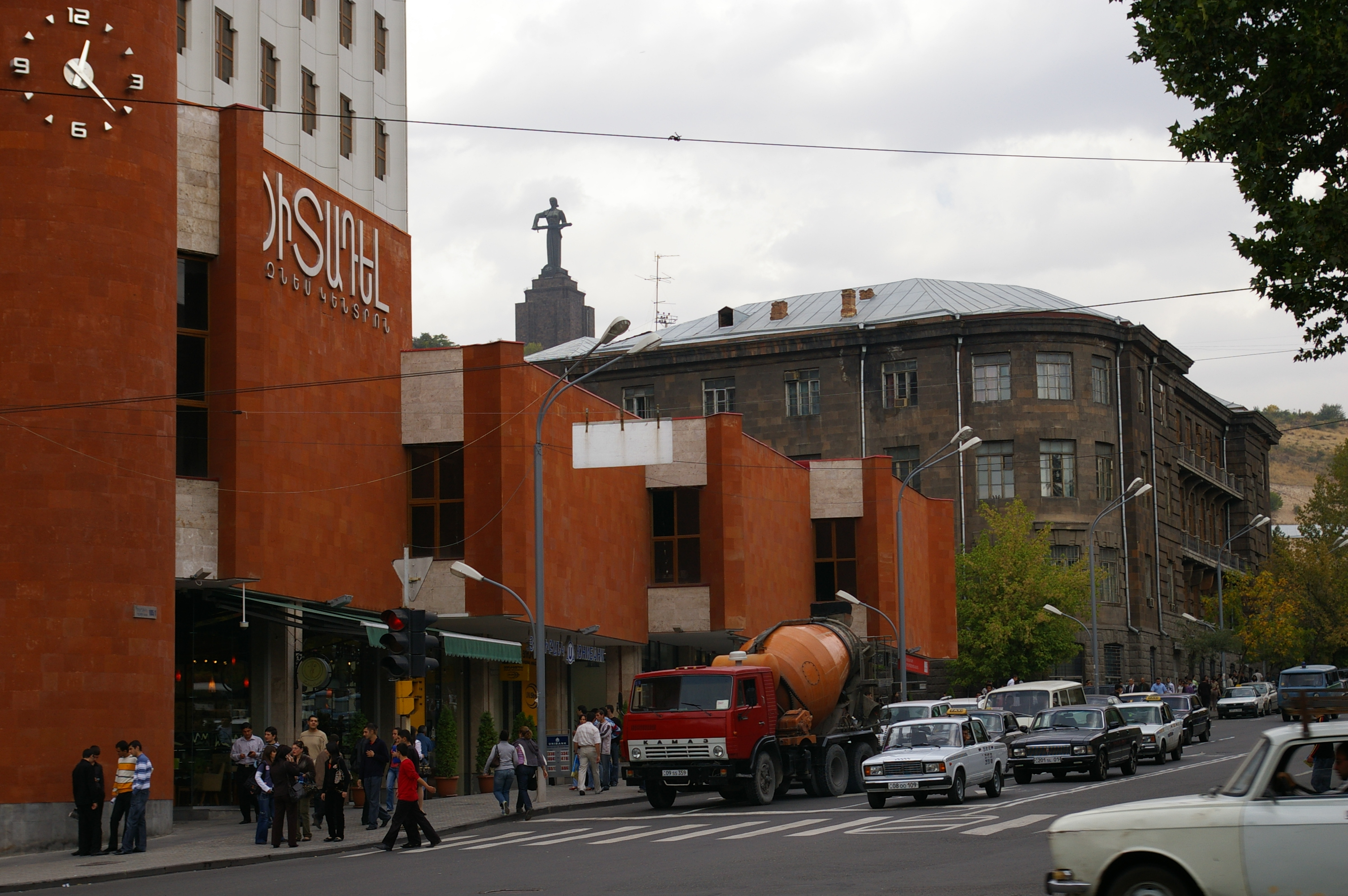
Вид улицы и монумента «Мать Армения»

Современное название в честь армянского историка, писателя и переводчика первой половины V века Корюна, ученика и сотрудника Месропа Маштоца.
В советское время носила имя Кирова в честь крупного советского государственного и партийного деятеля Сергея Кирова (1886—1934).
В ночь с 24 на 25 ноября 2010 года на улице в районе дома № 23 в пожаре сгорело 14 частных домов
В 2012 году на углу с улице Геворга Кочара установлена скульптура «Забронируй своё будущее» работы скульптора Д. Минасяна. Мероприятие прошло в рамках проведения в Ереване торжеств 500-летия армянского книгопечатания и представления города как Всемирной столицы книги.

## Достопримечательности

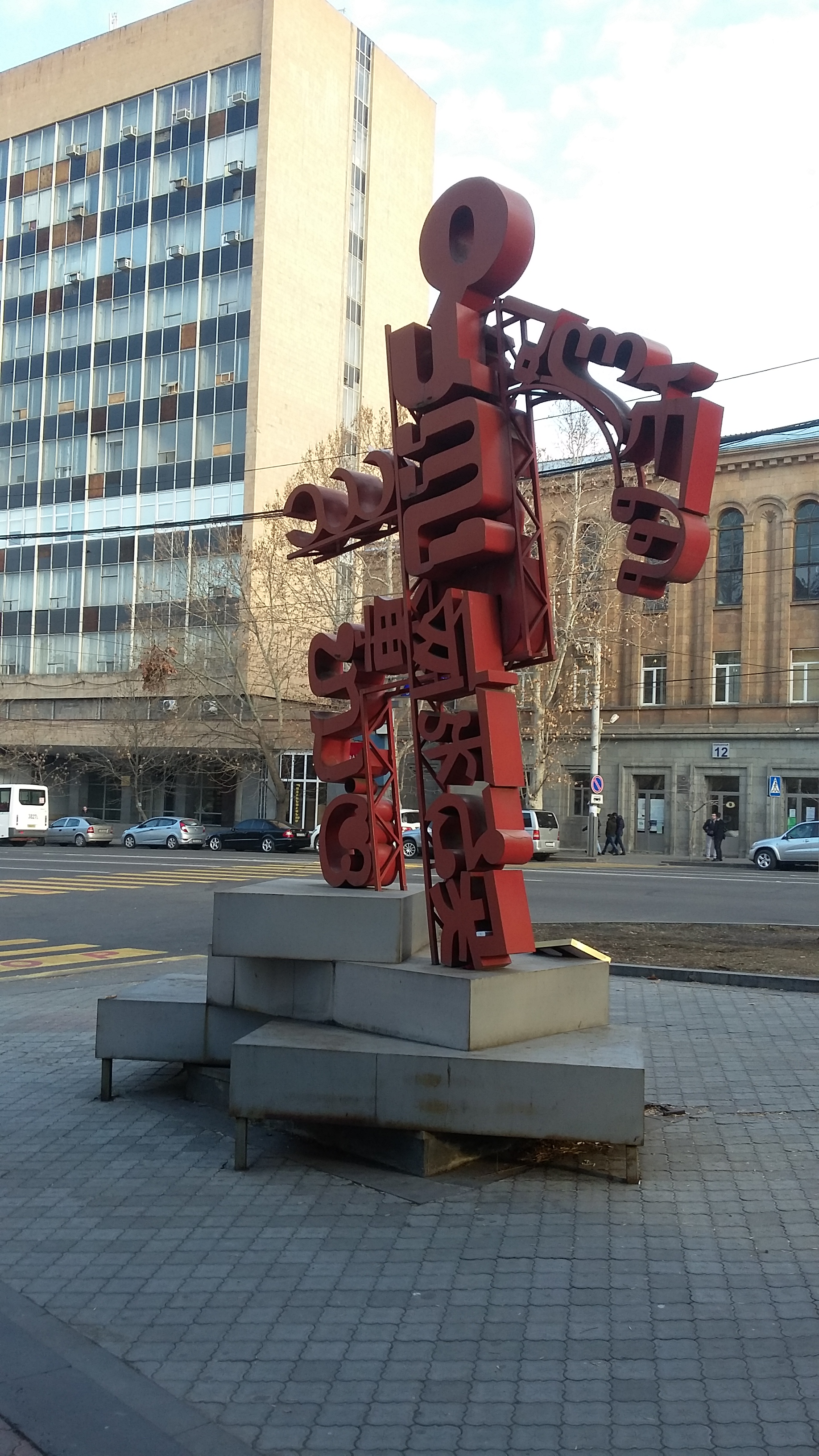
Скульптура «Забронируй свое будущее»

Скульптура «Забронируй свое будущее» (угол с улицей Геворга Кочара)
Панно жертвам Сумгаитских событий 1988 г.

## Известные жители
д. 25 — Цатур Агаян (мемориальная доска)
д. 10 — Довлатян, Врам Вагинакович